# モハマド・ガダル
モハマド・ガッダール（محمد غدار、1984年1月1日 - ）は、レバノンの元サッカー選手。現役時代のポジションはFW。

## 経歴
2005年よりレバノン代表に選ばれている。

## タイトル

### クラブタイトル
ネジメSC
- レバノン・プレミアリーグ：5回
  - 1999-00, 2001–02, 2003–04, 2004–05, 2008–09
- レバノンスーパーカップ：4回
  - 2000, 2002, 2004, 2009
- レバノン・エリートカップ：5回
  - 2001, 2002, 2003, 2004, 2005

ケランタンFA
- マレーシア・スーパーリーグ：1回
  - 2012
- マレーシアカップ：1回
  - 2012
- ピアラFAマレーシア：2回
  - 2012, 2013

ジョホール・ダルル・タクジムFC
- マレーシア・スーパーリーグ：1回
  - 2017
- マレーシアカップ：1回
  - 2017

### 個人タイトル
- AFCカップ得点王：1回
  - 2007
- レバノン・プレミアリーグ得点王：2回
  - 2006-07, 2007-08
- マレーシア・スーパーリーグ得点王：1回
  - 2017